# Anay Tejeda
Anay Tejeda, född den 3 april 1983, är en kubansk friidrottare som tävlar i häcklöpning.
Tejedas genombrott kom när hon blev silvermedaljör vid junior-VM 2002 på 100 meter häck. Hon deltog även vid Olympiska sommarspelen 2004 men blev utslagen redan i försöken. Vid både VM 2005 och VM 2007 tog hon sig vidare till semifinalen men slutade där femma respektive sexa och kvalificerade sig inte till finalen. 
Hon inledde 2008 med att bli trea vid VM inomhus på 60 meter häck. Utomhus deltog hon vid Olympiska sommarspelen 2008 där hon tog sig vidare till semifinalen men väl där kom hon aldrig i mål.

## Personliga rekord
- 60 meter häck - 7,90
- 100 meter häck - 12,61